# オールジャパンドラッグ
オールジャパンドラッグは日本の医薬品小売業ボランタリー・チェーン及びそのプライベート・ブランドを販売する株式会社の名称である。略称はAJD。

## 沿革
- 1970年 オールジャパンドラッグ株式会社設立
資本金：5000万円
加盟企業：53社（560店舗）でスタート
- 1974年 資本金1億4000万円となる
- 1976年 平和島に物流センター開設
- 1982年 資本金2億150万円となる
- 1998年 埼玉県戸田市に物流センターを移設
- 2000年 加盟社総年商1兆円突破
- 2002年 日本ホームメディケーション協会立上げ

## 加盟企業
- 1978年、134社（1,546店舗）
- 1990年、204社（2,893店舗）
- 1996年、245社（3,745店舗）
- 1998年、243社（4,055店舗）
- 2005年、182社（4,642店舗）
- 2010年、141社（4,885店舗）
- 2015年、120社（5,186店舗）
- 2017年、111社（5,209店舗）
- 2019年、108社（5,300店舗）
- 2021年7月現在、101社（5,602店舗）

## AJDチェーンネットワーク
- 北海道
  - 生活協同組合コープさっぽろ など3社
- 東北
  - ヤマザワ薬品
  - くすりのマルト など12社
- 関東・甲信越
  - カワチ薬品
  - クスリのマルエ
  - エフケイ
  - 千葉薬品
  - 龍生堂本店
  - サンドラッグ
  - ケイポート
  - ユニバーサルドラッグ
  - 湘南薬品
  - カメガヤ
  - クリエイトエス・ディー
  - クスリのサンロード など37社
- 中部・北陸
  - 杏林堂薬局
  - スギヤマ薬品 など8社
- 近畿
  - 光
  - ケアーズ
  - キリン堂
  - アカカベ
  - ミックジャパン
  - ニシイチドラッグ
  - ナガタ薬品
  - エバグリーン廣甚 など21社
- 中四国
  - イヌイ
  - かもめ薬局 など4社
- 九州・沖縄
  - サンキュードラッグ
  - 大賀薬局
  - コスモス薬品
  - 新生堂薬局
  - ミズ
  - 同仁堂など16社

現加盟企業についてはAJDチェーンネットワークを参照。

### 過去に加盟していた企業
- くすりの福太郎（ツルハと資本業務提携のため）
- 住商ドラッグストアーズ（現・トモズ、日本ドラッグチェーン会に再入会）
- ダルマ薬局（マツモトキヨシホールディングス子会社化のため。2012年）
- 中島ファミリー薬局（マツモトキヨシと業務提携のため。2005年11月8日付）
- ヒグチ産業（ファーマライズホールディングス傘下入りのため）
- 丸大サクラヰ薬局（日本ドラッグチェーン会に再入会）
- レデイ薬局

## 取扱いプライベートブランド商品
合計1,647品目
- 医薬品529品目
- 化粧品233品目
- 衛生用品384品目
- 日用品221品目
- 食品122品目
- 健康食品158品目